# Serolina bakeri
Serolina bakeri är en kräftdjursart som först beskrevs av Charles Chilton1917.  Serolina bakeri ingår i släktet Serolina och familjen Serolidae. Inga underarter finns listade i Catalogue of Life.